# Cadillac Celestiq
El Cadillac Celestiq es un automóvil de lujo eléctrico del segmento F desarrollado por General Motors bajo su firma Cadillac planeado para su producción en diciembre de 2023 de entrada al próximo año 2024. Inspirado en el Eldorado Brougham de 1957 en cuanto al diseño exterior, en el V-16 de la década de los años 1930 y en los prototipos Ciel, Elmiraj y Escala, fue presentado su prototipo en el Monterey Car Week en agosto de 2022 y en el Pebble Beach Concours d'Elegance. Es el sucesor del CT6, que se había descontinuado en el mercado occidental en 2020 debido a las bajas ventas aunque se posiciona un rango por encima teniendo como rival directo al Rolls-Royce Spectre o a otros como el Bentley Continental Flying Spur o el también eléctrico Mercedes-Benz EQS.
Supera con creces los 5 metros en longitud siendo de los automóviles más largos de su segmento y será fabricado a mano en la Global Technical Center de GM, en Warren (Míchigan), Estados Unidos y estará basado en la plataforma BEV3 utilizando un marco espacial de aluminio con paneles de carrocería de fibra de carbono. Se estima un precio en el mercado de 300.000 dólares, siendo seis veces más caro que su predecesor.

## Descripción
Presenta tanto la parrilla delantera como las molduras de los faldones de aluminio, en cambio las molduras de las luces y las aberturas de portón están compuestas de metal cepillado. El interior es de un estilo minimalista y espacioso, compuesto de tapizado de cuero hecho a mano y partes de metal. Los asientos incluyen bufanda de aire y son calefactados al igual que el reposabrazos, pudiendo ser refrigerados o ventilados. En elementos multimedia y electrónicos, se incluye un sistema de sonido AKG con 38 altavoces y 3 amplificadores con cancelación activa de ruido de la carretera. El salpicadero cuenta con doble pantalla unida bajo un cristal de 55 pulgadas y el sistema multimedia viene a cargo de Google. Se incluyen otras pantallas que son táctiles como el Centro de Mando Delantero, de 11 pulgadas, y el Centro de Mando Trasero, de 8 pulgadas. Hay dos pantallas más de 12,6 pulgadas montadas en los respaldos de los asientos delanteros. A esto hay que sumar los más de 450 led que permiten elegir color sobre qué iluminación se desea. Cabe destacar que el Celestiq cuenta con Ultra Cruise de serie, el sistema de conducción autónoma de GM. A la hora de elegir la equipación deseada en el momento de compra se pueden elegir diferentes colores, materiales y acabados al gusto de cliente, podrá personalizarlo como desee.

## Motores y tecnología
Equipa dos motores, ubicados en cada eje dando como resultado un desarrollo de 600 CV de potencia y un par de 868 Nm a las cuatro ruedas, con una batería de 111 kWh de capacidad y utilizando la tecnología Ultium, que también utiliza el otro modelo eléctrico de la firma, el Cadillac Lyric. Como resultado tenemos una aceleración de 0 a 96 km/h en 3,8 segundos y una autonomía de 483 kilómetros de batería, para ello se cuenta también con un sistema de carga rápida que admite 200 kW en corriente continua consiguiendo 125 km de autonomía en sólo 10 minutos.
Como suspensión neumática adaptativa utiliza el sistema Magnetic Ride Control 4.0, esto incluye dirección en el eje trasero de hasta 3,5 grados, barras estabilizadoras activas, alerón trasero activo y neumáticos Pilot Sport EV de Michelin.